# Colonne della Sabatina
Les Colonne della Sabatina (colonnes de la Sabatina), également connues sous le nom de castello della Sabatina (château de Sabatina), sont situées dans la campagne à l'extrémité sud-est du territoire de Campagnatico, entre les villes d'Arcille et de Baccinello.

## Histoire
L'ancien château médiéval était initialement une possession de l'abbaye de San Galgano, avant de passer sous le contrôle direct des Siennois dans la seconde moitié du XIIIe siècle. Guy de Montfort s'y réfugia également lors du procès contre lui, dans lequel il fut accusé de l'assassinat d'Henri de Cornouailles. Cet événement est également mentionné par Dante Alighieri dans la Divine Comédie(Inferno, XII).
Vers le milieu du XIVe siècle, une partie de l'ancien château a été donnée à Guido da Cotone, déjà propriétaire du Château de Cotone près de Scansano.
Au milieu du XVIe siècle, l'ensemble du territoire est intégré au Grand-Duché de Toscane. Depuis lors, l'ancienne et imposante structure fortifiée a connu une très longue période de déclin ; des restaurations récentes ont permis de n'en conserver que les vestiges évocateurs.

## Description
La Colonne della Sabatina, qui constitue les ruines de l'ancien château médiéval, se dresse sur la colline du même nom. Les ruines ressemblent à deux puissantes colonnes à section quadrangulaire entièrement recouvertes de blocs de pierre, de hauteur similaire et sans couronnement au sommet.